# Mamadisi járás

A Mamadisi járás Tatárföldön

A Mamadisi járás (oroszul Мамадышский район, tatárul Мамадыш районы) Oroszország egyik járása Tatárföldön. Székhelye Mamadis.

## Népesség
- 1989-ben 50 685 lakosa volt.
- 2002-ben 48 075 lakosa volt.
- 2010-ben 45 005 lakosa volt, melyből 34 317 tatár, 9 035 orosz, 621 mari, 565 udmurt, 44 baskír, 44 csuvas, 36 ukrán, 8 mordvin.